# Essential Rarities
Essential Rarities è una raccolta dei Doors che contiene rarità. L'album è costituito da Demo, Outtakes e live; in pratica è una selezione di brani estratti dal cofanetto The Doors Box Set del 1997 con l'aggiunta dell'inedito Woman Is a Devil. Inizialmente nel 1999 l'album venne pubblicato per la prima volta nella raccolta The Complete Studio Recordings mentre successivamente nel 2000 è stato pubblicato singolarmente in versione normale e rimasterizzata in digitale.

## Tracce
Le canzoni sono scritte dai The Doors, eccetto le 2 demo registrate da Jim Morrison nel 1965: in cui hanno militato, per brevissimo tempo, Lo stesso 
Morrison, Ray Manzarek e John Densmore.
1. Hello To The Cities (Live on the Ed Sullivan Show, 1967 and at Cobo Hall, Detroit, 1970) - 0:57
2. Break on Through (To the Other Side) (recorded live at the Isle of Wight Festival, England 29-8-1970) – 4:32
3. Roadhouse Blues (recorded live at Madison Square Garden, New York 17-1-1970) – 4:19
4. Hyacinth House (demo recorded at Robby Krieger's home studio 1969) – 2:40
5. Who Scared You (recorded at Elektra Studios 1969) – 3:16
6. Whiskey, Mystics & Men (recorded at Elektra Studios 1970) – 2:19
7. I Will Never Be Untrue (recorded live at the Aquarius Theater, Hollywood 22-7-1969) – 3:56
8. Moonlight Drive (demo recorded at World Pacific Studios 2-9-1965) – 2:31
9. Queen of the Highway (alternative version recorded at Elettorale ektra Studios 1969) – 3:32
10. Someday Soon (recorded live at the Seattle Center 5-6-1970) – 3:41
11. Hello, I Love You (demo recorded at World Pacific Studios 2-9-1965) – 2:28
12. Orange County Suite (recorded at Elektra Studios 1970) – 5:27
13. The Soft Parade (recorded live on PBS Television, New York 28-4-1969) – 10:03
14. The End (recorded live at Madison Square Garden, New York 17-1-1970) – 18:01
15. Woman Is a Devil (recorded at Elektra Studios 1969) – 4:08

## Formazione
- Jim Morrison – voce
- Ray Manzarek – organo, pianoforte, tastiera, basso
- John Densmore – batteria
- Robby Krieger – chitarra

## Formazione (canzoni 8 e 11)
- Jim Morrison – Voce
- Ray Manzarek – Organo, pianoforte, tastiera, basso
- John Densmore – Batteria
- Rick Manzarek - Chitarra
- Jim Manzarek - Armonica a bocca
- Patty Sullivan - basso

## Produzione
- Paul A. Rothchild – original producer
- Bruce Botnick – produttore
- Danny Sugerman - Manager
- Richard Evans - direzione artistica e disegno
- Todd Gray - Photo Archivista